# Miranda (Nouvelle-Galles du Sud)
Pour les articles homonymes, voir Miranda.
Miranda est un quartier résidentiel australien situé au sud de Sydney. 

## Description
Le centre commercial Westfield Miranda est situé dans cette banlieue .